# 올가 그라프
올가 보리소브나 그라프(러시아어: О́льга Бори́совна Граф, 1983년 7월 15일~)는 러시아의 여자 스피드 스케이팅 선수이다.